# 権威
権威（けんい、英語: authority, power）とは、他者を服従させる威力、ある分野で知識・技術が優れていると信頼されていること、またそのような人。『百科事典マイペディア』では、権威は「現実的強制力をもって服従を獲得する権力の概念と重複する場合も多い」とされる。

## 概要
自発的に同意・服従を促すような能力や関係のこと。威嚇や武力によって強制的に同意・服従させる能力・関係である権力とは区別されることもある。代名詞的に、特定の分野などに精通して専門的な知識を有する人などをこのように称することもある。
ラテン語の「auctoritas」に由来する語で、その意味は「保証、所有権、担保」であり、他動詞的に用いられる言葉である。より詳しくいえば、1）「追加・後見」、2）「創始・開始」、3）「高齢・個人・人格」という三つの起源的部分観念に基づきつつ、ローマ社会の変遷に応じて構成された概念である。
他者に対して権威的であるためには、その両者がある種の価値体系、規範を共有していることを前提とする。その上で、その価値体系、規範における上位の人・地位・組織などが権威を帯びることになる。権威を生じさせる集団のあり方は様々であり、例えば神秘的、非合理的な宗教団体における教祖と信者の関係でも、合理的研究を追求する研究所内における専門家と研究員の関係でも権威は生じる。
権威は必ずしも個人に付帯するわけではない。ある立場・地位のみが権威化され、そのポジションにおかれた個人そのものに権威がともなわない場合もある。いわゆる権威的な職種に携わる人が、その地位を象徴する制服やバッジを身につける限りは権威を行使できても、そうした装置をひとたび外せば権威が失われるのはその一例である。
ファシズムやスターリニズムに代表される全体主義体制のように、近代的個人の諸権利が完全に否定されているわけではないが、強力な政府のもとで自由主義、個人の諸権利を抑圧しつつ「上からの支配」が行われる政治体制を権威主義体制とも称する。

## 政治的権威
『百科事典マイペディア』では、民主主義は「支配の権威が民衆に由来し」ており、「君主制，神政政治などと対照的」であるとされている。
法学修士・社会科学科教授の荻野雄の学術論文によると、近代～現代の国民主権では一般に、政治的権威は国民に由来すると見なされている。日本国憲法前文にも「そもそも国政は、国民の厳粛な信託によるものであつて、その権威は国民に由来し」ているとある。（法の前文はその法の目的・精神を述べる文章であり、憲法前文は憲法制定の由来と目的・決意などを表明する例が多い。）

## 権威主義的パーソナリティー
ナチスの残虐行為に対して、権威への盲従ということがしばしば指摘される。ドイツの精神科医、アレクサンダー・ミッチャーリヒにそれについての論考が多い。『人間性なき医学――ナチスと人体実験』、『父親なき社会――社会心理学的思考』などがある。
また、第二次世界大戦中、アメリカに亡命中のフランクフルト学派の共同の調査研究に『権威的性格』という報告書があり、権威に盲従しやすい権威的性格の人の割合は、アメリカでもドイツでも、あまり変わらないことが明らかになり、アメリカでかなりの反響を呼んだ。
心理学者のスタンレー・ミルグラムは、人に命令されたら、それがたとえ他人に命の危険を招くようなものであっても、どれくらいまで人は従うのかを実験して、その実験の倫理的な性格も含めて、「アイヒマン実験」（w:Milgram experiment）と呼ばれた。『服従の心理――アイヒマン実験』というタイトルでまとまって刊行されている。

## 権威の象徴
実際、権威を象徴しているもので、その権威を指し示したり、あるいはそのものを破壊、否定することで、権威に対する抵抗の意志を示すことも多い。クーデターなどの場合にそれは見られる。権威を代弁、代理すると往々にして思われているのは、王冠、指輪、支配者の銅像などである。日常的な例では、弁護士のバッジや医者の白衣も権威を象徴する道具となり得る。

## 権威と宗教
宗教は、宗教的な権威、教祖などへの信頼・信仰を前提にしている。まず信ありき、というわけである。キリスト教の場合、日本のキリスト教の文献で「聴従」と訳す語を、世俗文献では盲従（ドイツ語では、Gehorsam）と訳している。